# Sagi Rei
Sagi Rei, nome d'arte di Sagi Reitan (Tel Aviv, 24 novembre 1972), è un musicista israeliano naturalizzato italiano.

## Biografia
Interessato alla musica fin da bambino, impara canto e a suonare la chitarra, concentrandosi prevalentemente sull'ascolto della musica black e del soul della Motown Records, con artisti come Marvin Gaye, Stevie Wonder e Michael Jackson.
Nei primi anni novanta si stabilì a Bergamo dove studiò Medicina all'Università di Brescia. Entrò a fare parte di un coro gospel a Milano, con cui girò l'Italia, e cominciò ad esibirsi con piccole formazioni nei locali come interprete di brani già noti.
Fu notato dal produttore Cristian Piccinelli, che lo volle in alcuni suoi progetti introducentolo anche nel mondo della musica dance presentandolo a DJ/produttori come Mario Fargetta, per il quale ha interpretato la parte vocale del brano People on the Beat, e ai discografici Mauro Marcolin e Diego Abaribi.
Nel 2005 ha avviato un progetto di rilettura in chiave acustica di alcuni tra i più noti successi dance degli anni novanta, intitolato Emotional Songs, disco pubblicato nel corso degli anni in quindici diverse nazioni tra cui Stati Uniti, Canada, Germania e Spagna. L'album fu supportato dalla popolarità del rifacimento del brano L'amour toujours (I'll Fly with You) di Gigi D'Agostino, che fu estratto come singolo e venne scelto nel 2009 come accompagnamento musicale di uno spot pubblicitario per Intimissimi. Il brano conquista il Disco d'Oro per il numero di copie vendute.
Parallelamente ha proseguito l'attività di cantante per brani di genere dance, come Shining Star (di Mario Fargetta accreditato come Get Far).
Nel 2007 ha pubblicato Emotional Songs Part 2, seconda parte del lavoro iniziato con il primo disco implementato con sonorità più varie che includono anche il pianoforte, mentre nel 2008 uscì Trilogy, composto da tre brani inediti.
Nel 2010 pubblicò con la Universal Music l'album Sagi Sings Michael Jackson; l'album, un omaggio a Michael Jackson, era una raccolta dei brani più noti dell'artista reinterpretati dal cantante israeliano. L'anno successivo ha collaborato con Mario Biondi partecipando all'incisione del brano Won't You Come Back contenuta nell'album Duets, pubblicato il 15 novembre 2011.
Realizzò inoltre nel marzo 2012 la colonna sonora di Area Paradiso, un film di Diego Abatantuono.
Il 4 febbraio 2014 uscì per Self Distribuzione il disco Diamonds, Jade & Pearls, prodotto da Umberto Iervolino e dedicato alla musica degli anni ottanta. Il 4 ottobre dell'anno successivo rinnovà la collaborazione con Mario Fargetta con il singolo Sing It Loud, trasmesso in rotazione dalle maggiori radio italiane.
Il 25 novembre 2016 si esibì in una doppia serata al Blue Note di Milano, dove registrò il suo primo disco dal vivo Emotional Songs Live From Blue Note Milano uscito il 30 marzo 2017 per DIY / Sony.
Nel 2021 pubblica l'album di cover natalizie Two Can Play That Game con MasterM.

## Discografia

### Album in studio
- 2005 – Emotional Songs
- 2007 – Emotional Songs Part 2
- 2010 – Sagi sings Michael Jackson
- 2014 – Diamonds, Jade & Pearls
- 2019 – Original Songs
- 2021 – Two Can Play That Gam

### Album dal vivo
- 2017 – Emotional Songs live from Blue Note

### EP
- 2008 – Trilogy

### Singoli
- 2005 – Rhythm Is a Dancer
- 2006 – L'amour toujours (I'll Fly with You)
- 2010 – Billie Jean
- 2013 – Baby baby